# ریناکو هیراساوا
ریناکو هیراساوا (انگلیسی: Rinako Hirasawa؛ زاده ۱۸ مهٔ ۱۹۸۳) یک بازیگر پورنوگرافی است.